# Georges Bischoff
Pour les articles homonymes, voir Bischoff.
Georges Marie Henri Cerneuf Bischoff est un historien français né le 30 mai 1950 à Guebwiller, dans le Haut-Rhin. Spécialisé dans l'histoire médiévale, plus précisément dans celle du Bas Moyen Âge et ses prolongements, il est également reconnu pour ses travaux sur l'histoire de l'Alsace.

## Biographie
Docteur ès lettres et professeur agrégé en histoire, il enseigne à la faculté -  UFR, de 1984 à 2011 - des Sciences Historiques de l'Université de Strasbourg. Jusqu'en 2013, il dirige l’institut d’histoire du Moyen Âge (qui avait été dirigé par l'historien Marc Bloch, cofondateur de l'École des Annales).
Ses publications nombreuses et régulières sur l'Alsace contribuent à faire connaître à la population locale l'histoire de cette région. Il est notamment l'auteur d'une Histoire d'Alsace (publiée en 2001 aux éditions La Nuée Bleue), ouvrage de vulgarisation auquel ont contribué le célèbre auteur de bandes dessinées Jacques Martin, très attaché à la région qui l'a vu naître, et Christophe Simon, élève de ce dernier. Divisé en douze périodes, le livre retrace l'évolution de la région, définie comme un ensemble géographique et culturel, de la préhistoire à l'époque contemporaine.
En 2010 paraît, chez le même éditeur, La guerre des paysans. L'Alsace et la révolution de Bundschuh. 1493-1525, ouvrage dans lequel l'historien étudie le rôle qu'ont joué l'Alsace et la population paysanne de la région dans le mouvement éponyme dont le sud-ouest du Saint-Empire romain germanique constitua le théâtre, à la charnière de deux époques. Cet ouvrage ambitieux fournit un apport majeur à la connaissance d'un épisode important de l'histoire locale autant qu'à celle de l'Europe.
Membre du Comité de la Société savante d'Alsace, Georges Bischoff collabore régulièrement à la revue trimestrielle Les Saisons d'Alsace.
Il défend l'idée que le métier d'historien consiste à « évoquer sans invoquer, [à] restituer sans reconstituer, [à] colorer sans mystifier, [à] prendre au sérieux sans se prendre au sérieux ».

## Politique
Georges Bischoff s'engage régulièrement sur les questions politiques régionales. Avant la tenue du référendum sur la Collectivité territoriale d'Alsace le 8 avril 2013, Georges Bischoff publia un article, dans le blog d'un adversaire du projet, dans lequel il condamnait les arguments « orientés vers l'affectif ou l'identitaire » employés par certains militants de l'unification administrative et politique des deux départements du Rhin. Selon lui, la véritable grandeur de l'Alsace « n’a pas besoin de se traduire dans des institutions spécifiques pour s’affirmer ». Cette vision de l'Alsace se traduisit notamment dans son engagement à l'élection présidentielle de 2002 : durant la campagne électorale, Georges Bischoff fut coprésident du comité de soutien à la candidature de Jean-Pierre Chevènement dans le département du Bas-Rhin. 
Il s'est également prononcé publiquement sur la question de l'avenir de l'enseignement et de la recherche universitaires en France, notamment en s'opposant fermement au projet d'autonomisation des universités françaises présenté par Valérie Pécresse.

## Publications
- Les ruines fantastiques. Histoire, mémoire et imaginaire des châteaux d'Alsace, Strasbourg: La Nuée Bleue, 2022. 288 pages.
- Dans le ventre de l'Alsace. L'âge d'or de la gastronomie alsacienne, Strasbourg: La Nuée Bleue, 2020. 280 pages.
- Le siècle de Gutenberg. Strasbourg et la révolution du livre, Strasbourg: La Nuée Bleue, 2018. 416 pages.
- Néogothique ! Fascination et réinterprétation du Moyen-Âge en Alsace (1880-1930), en collaboration avec Florian Siffer et Jérome Schweitzer, BNU éditions, Strasbourg, 2017. 192 pages  (ISBN 978-2-85923-073-9)
- Pour en finir avec l'histoire d'Alsace, Besançon : Editions du Bélvédère, 2015, 256 pages
- Alsace, le retour du Loup (préface), en collaboration avec Thomas Pfeiffer, Strasbourg : La Nuée Bleue, novembre 2011, 250 pages
- L'Université de Strasbourg, en collaboration avec Richard Kleinschmager et Alain Beretz (préface), Strasbourg : La Nuée Bleue, novembre 2010, 300 pages
- La guerre des paysans. L’Alsace et la révolution du Bundschuh. 1493-1525, Strasbourg : La Nuée Bleue, mars 2010
- Belfort, 1307-2007 : Sept siècles de courage et de liberté, en collaboration avec Yves Pagnot, Strasbourg : Coprur, septembre 2007
- Les Principautés dans l'Occident médiéval, dirigé par Bernard Demotz, en collaboration avec Jean-Marie Cauchies et Pierre Racine, Turnhout (Belgique) : Brepols, 2007, 387 pages
- L'Alsace imaginaire, Strasbourg : La Nuée Bleue, novembre 2003
- Enfants d'Alsace en collaboration avec le Musée Hansi de Riquewihr, Strasbourg : La Nuée Bleue, 2002, 62 pages
- Léon IX et son temps, actes du colloque de Strasbourg, juin 2002, en collaboration avec Benoît-Michel Tock, Turnhout (Belgique) : Brepols, 2002
- Histoire d'Alsace, en collaboration avec Christophe Simon et Jacques Martin, Strasbourg : La Nuée Bleue, 2001, 90 pages
- L'Alsace : Une histoire en collaboration avec Bernard Vogler, François Igersheim et François Pétry, Strasbourg : Oberlin, 1998 (7e édition), 220 pages
- Grünewald, le maître d'Issenheim, en collaboration avec Pantxika Béguerie-De Paepe, Paris : Casterman, 1996, 116 pages
- Histoire de Colmar, Paris : Privat (coll. Pays et Villes de France), octobre 1983, 332 pages
- Gouvernés et gouvernants en Haute-Alsace à l'époque autrichienne : Les états des pays antérieurs, des origines au milieu du XVIe siècle, Strasbourg : Librairie Istra, 1982, 275 pages
- Unterlinden, en collaboration avec Albert Chatelet (préface), Gabriel Braeuner et Christian Heck, Strasbourg : DNA, 1979
- Le Vin d'Alsace, en collaboration avec Raymond Dumay et Francis Jalain, Paris : Montalba, 1978, 216 pages
- La Tour d'Auvergne : Premier grenadier des armées de la République, en collaboration avec l'Association amicale des anciens du 46Q Régiment d'infanterie, Paris : édition de l'Association amicale des anciens du 46Q Régiment d'infanterie, 1978, 100 pages
- Recherches sur la puissance temporelle de l'abbaye de Murbach de 1229 à 1525, Strasbourg : Institut des hautes études alsaciennes, 1972, 2 volumes (239 pages et 102 pages)